# AH Scorpii
AH Scorpii è una stella supergigante rossa localizzata nella costellazione dello Scorpione, è una delle stelle conosciute più grandi ed ha un raggio solare stimato tra 1.287 e 1.535 R⊙, che la rende una delle stelle più grandi della sua classe.
È localizzata nel Braccio Scudo-Croce e la sua distanza è incerta: Arroyo-Torres e colleghi nel 2013 la stimano in 2260 ± 190 parsec dal Sole, equivalenti a 7-8000 anni-luce.. Essendo una supergigante rossa, ha una notevole variabilità di luminosità e le dimensioni e l'opacitià della sua atmosfera portano a stime relativamente incerte del suo diametro, della temperatura e della luminosità della stella.